# 甘迺迪國際機場捷運
甘迺迪國際機場捷運（英語：AirTrain JFK）是一條全長13（8.1英里）的高架旅客捷運系統、機場聯絡軌道系統、以及無人駕駛系統，並為紐約市約翰·甘迺迪國際機場（JFK機場）提供24小時全天候運營服務。機場捷運由3條路線和9個車站組成，包括來往機場航站樓與紐約地鐵霍華德海灘-JFK機場車站以及長島鐵路牙買加站。根據營運合約，阿爾斯通為機場運營商紐約與新澤西港務局旗下甘迺迪國際機場捷運的營運商。
大都會運輸署在1968年首次規劃銜接甘迺迪機場的鐵路路線，後於1990年代提出許多銜接甘迺迪機場的鐵路計劃，然而以上規劃皆因為資金短缺而未能實行。僅管大都會運輸署針對曼哈頓市中心往返甘迺迪機場及周邊地區提供JFK特快和穿梭巴士等服務，但因不常使用而作罷，因此從1990年開始深入規劃甘迺迪機場專用交通系統，不過最終被削減為行政區內的機場旅客捷運系統。目前的捷運系統於1998年開始建設，然而在建設過程中發生多起事件，包括多起訴訟以及操作員在系統試運行期間意外身亡等。經過多次延誤後，甘迺迪國際機場捷運終於在2003年12月17日通車啟用，而大都會運輸署和港務局等單位後續提出改善方案，包括未建成的曼哈頓延伸線等。機場捷運最初有10個車站，但2號航廈站於2022年關閉。
使用機場捷運的乘客在牙買加或霍華德海灘進出站時須支付8.25美元，而在機場內則為免費。甘迺迪國際機場捷運最初預測每年的付費載客量約400萬人次和機場內免費搭乘量約840萬人次，不過自開通以來的实际載客量比預測搭乘人數還要高。該系統于2022年總共運送6,737,100名乘客，並在2023年第一季期間平均每個工作日約運送17,800人次。

## 歷史

### 鐵路直達規劃
連接曼哈頓中城與甘迺迪國際機場的鐵路方案在1940年代中期被首次提出，並計劃在範懷克高速公路的中央分隔島修建一條鐵路線，而紐約市公園專員（英語：Robert Moses）當時是紐約地區一位有影響力的城市規劃師，只不過他否决這項提议。1968年，大都會運輸署（MTA）建議將長島鐵路（LIRR）延伸至機場，不但作為行動計劃的一部分，而且是一項雄心勃勃的紐約市地區交通擴張計劃，結果因為1975年紐約市的財政危機而使該鐵路計劃被迫取消。紐約與新澤西港務局於1987年提出另一項鐵路興建方案，將甘迺迪機場的所有航站樓與耗資5億美元的新交通中心連接起來，結果在1990年，由於航空公司拒絕為該提案提供資金，港務局撤回該計劃。
1978年，大都會運輸署開始運營連接曼哈頓中城和霍華德海灘-JFK機場車站的紐約地鐵JFK特快，主要將地鐵乘客運送到霍華德海灘站，並在那裡換乘穿梭巴士前往機場。然而，JFK特快服務因票價高昂而且穿梭公車所經過的路線經常交通堵塞，因此該服務最終因不常使用於1990年取消。

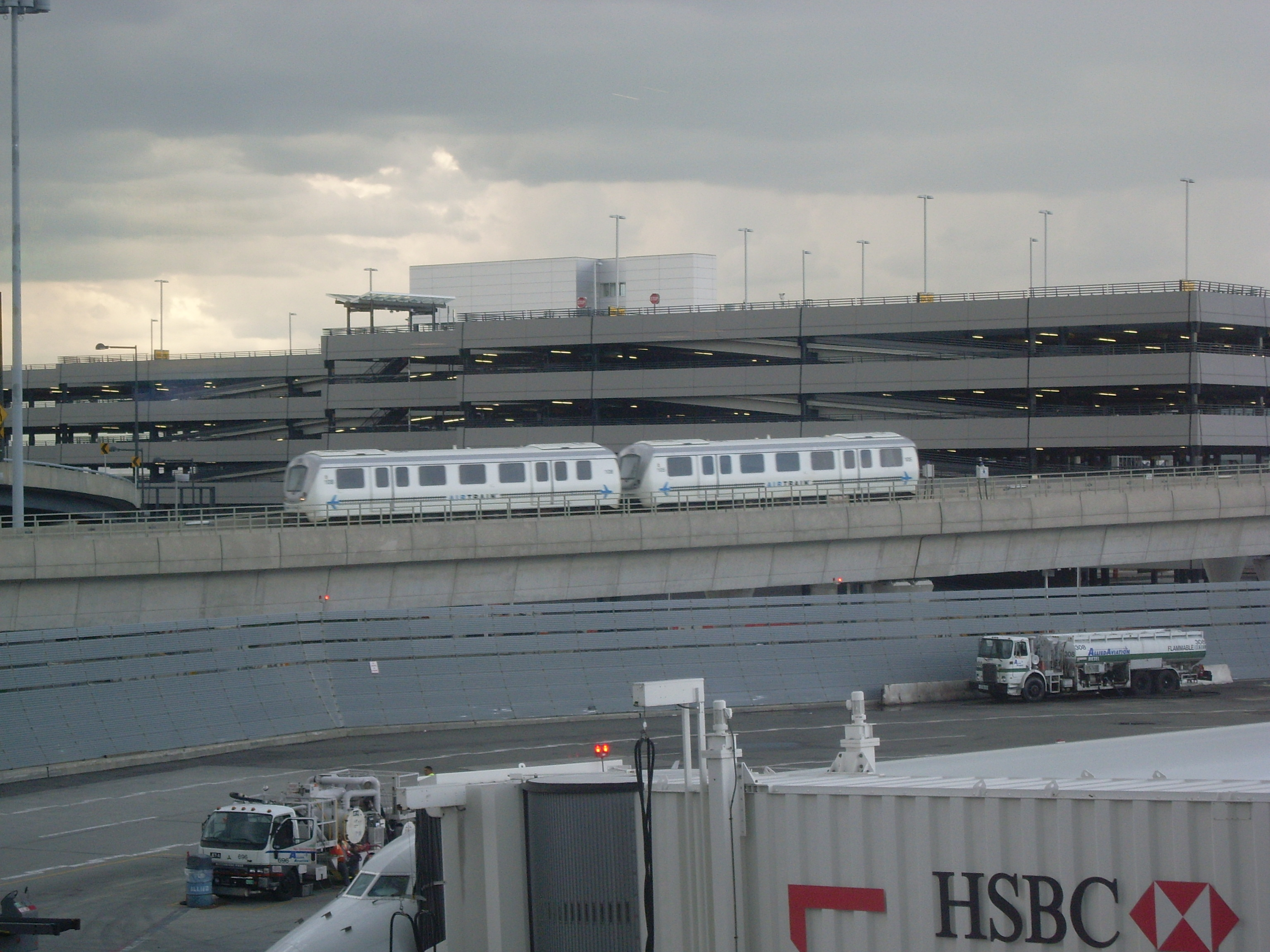
從4號航廈遠眺行駛中的甘迺迪國際機場捷運列車

到了1990年代，人們需要一個來往曼哈頓中城與甘迺迪機場兩地相距24（15英里）的直達交通工具，在高峰時段，乘坐公車從甘迺迪機場到曼哈頓平均需要80分鐘，而在非高峰時段，搭乘紐約市計程車大約需要45分鐘，而搭乘公車所花費的時間約莫在1小時，因此港務局見識到紐約市地區的經濟增長和甘迺迪機場的空中交通量增加，而開始著手規劃從機場到曼哈頓的直達鐵路。為了機場捷運的建設，港務局在1991年開始引入機場稅（PFC），向每位從甘迺迪國際機場出發的乘客收取3美元的稅收，因此港務局每年將提供1.2億美元的稅收。
1990年，大都會運輸署提議由聯邦、州和市政府機構共同資助16億美元修建一條通往拉瓜迪亞機場和甘迺迪機場的鐵路路線，這條路線將從曼哈頓中城開始，以昆斯博羅橋穿過東河進入皇后區，隨後先經過拉瓜迪亞機場，然後在謝亞球場和牙買加另外停靠兩站，最後前往甘迺迪機場。雖然港務局發現客流量需求可能無法合理證明鐵路線成本後，大都會運輸署降低該項目的優先級別，但紐約州州長马里奥·库默和皇后區主席克萊爾·舒爾曼對該提案表達支持。而交通倡導組織區域規劃協會（RPA）稱該計劃是「被誤導」的時候，東區機場通道聯盟的執行董事反而對此表示：“我們最終將在這座城市實施另一個未完成的項目。”
港務局在1992年開始審查甘迺迪機場鐵路藍圖的時候，人們就認為該連接鐵路可以在六年內部分開放，而在2年後，港務局撥出4,000萬美元用於新線路的工程和營銷，並製定了環境影響報告（EIS），只不過當年該項目的預算已增至26億美元。儘管該項目引起了地區居民和倡導團體的反對，但是在一個由紐約州交通部和聯邦航空管理局（FAA）製定的環境影響報告當中發現該計劃是可行的。

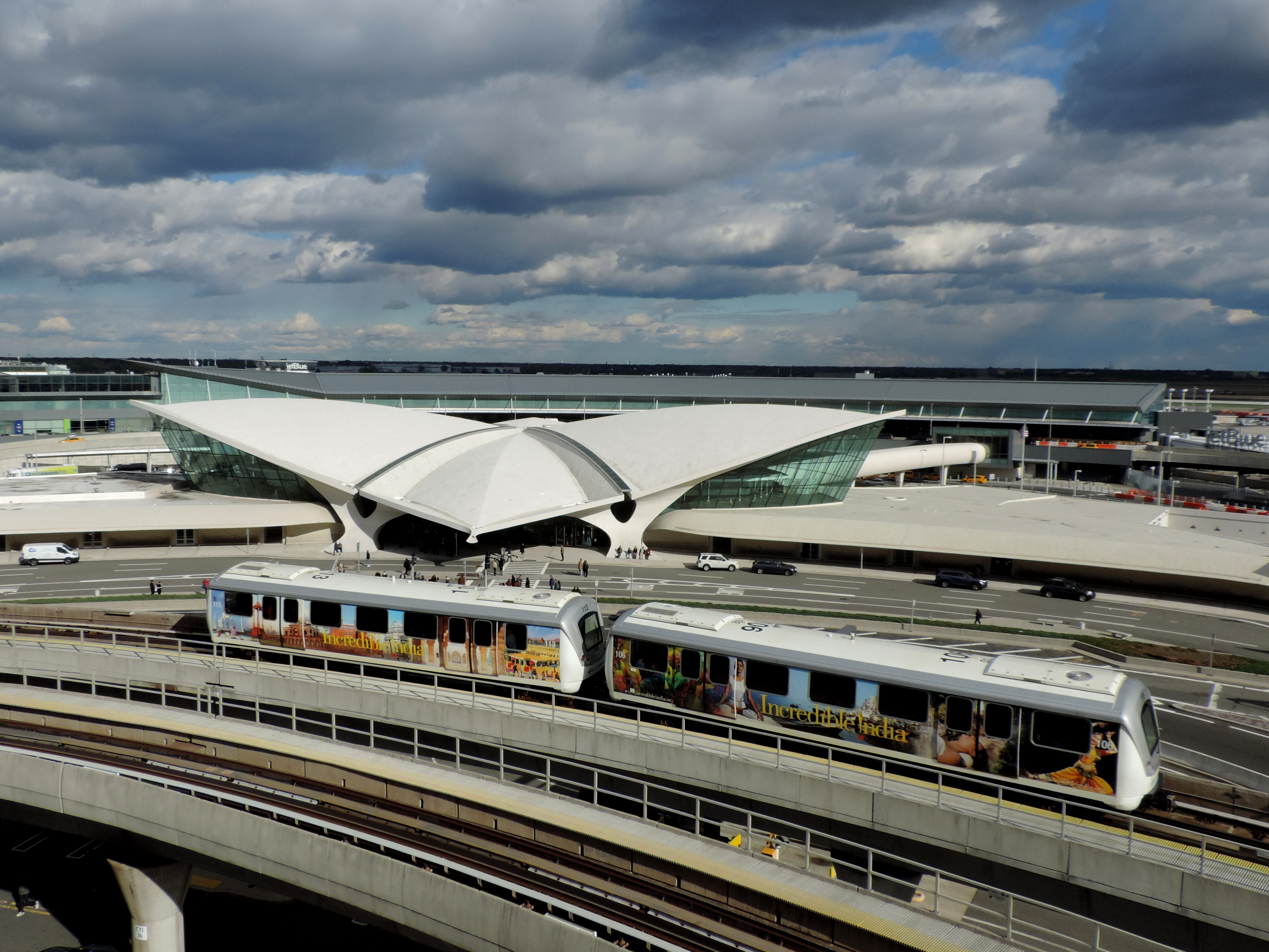
在環航飛行中心前面的甘迺迪國際機場捷運列車

機場捷運建設計畫原定於1996年啟動，但對於曼哈頓端點站的選址存在爭議，儘管許多附近的居民反對設置曼哈頓端點站，但港務局認為該計劃方案會造成建設費用高昂且工程複雜，因此建議在莱辛顿大道和59街交通繁忙的拐角處設站，而沒有考慮設置在使用率更高的大中央車站或賓夕法尼亞車站，另外港務局為了支付這項建設經費，於是到時候完工通車時將收取9至12美元之間的單程票價。到1995年2月，計劃中的路線其興建成本就增加到超過30億美元，因此港務局開始考慮縮小機場鐵路計劃規模，或是向聯邦和州申請資金補助，或是與私人投資業者合作，或是在皇后區地鐵站設置該路線的終點。

### 計劃縮減
由於連接曼哈頓、拉瓜迪亞機場和甘迺迪機場的直達鐵路計劃將涉及增加道路通行費和PATH火車票價來支付新線路的費用，而未能在政治上受到支持，此外1990年代的經濟衰退意味著港務局幾乎不可能為該項目不斷上漲的價格提供資金，因此該計畫最終於1995年中期被徹底取消。隨後連接甘迺迪機場的鐵路計畫縮減為12.1（7.5英里）長的單軌列車或旅客捷運系統，在霍華德海灘和甘迺迪機場航廈之間行駛。港務局最初提議建造一條耗資8.27億美元的單軌鐵路，類似於紐瓦克機場的紐華克國際機場捷運，將於次年開通，之後FAA在1995年8月批准港務局的請求，將PFC資金用於單軌鐵路計劃（該機構已籌集1.14億美元，併計劃再籌集3.25億美元），而港務局在單軌鐵路計畫獲得批准後希望在1997年動工，並在2002年通車。
港務局於1996年投票後決定繼續縮小規模，其中在1997年發布的甘迺迪機場旅客捷運系統最終環境影響報告（FEIS）當中審查八種可能性，並選擇具有旅客捷運功能的輕軌運輸系統，暫稱為「甘迺迪輕軌系統」（英語：JFK Light Rail System），也將取代從機場航站樓開往牙買加或霍華德海灘的接駁公車。雖然不會直接連接曼哈頓，但港務局估計甘迺迪機場和曼哈頓市中心之間的旅行時間將從原本的1小時減少一半，而在最終環境影響報告當中確定，頻繁班距行駛的自動化系統是最佳設計。根據《紐約時報》報導，從第一個提案到輕軌系統獲得核定的30年間，有21個直達紐約市區的機場鐵路建議被取消。
雖然帕塔基州長支持修改後的捷運計劃，但紐約市市長魯迪·朱利安尼認為這條路線不但要出資3億美元，而且該計劃不是從曼哈頓直達的鐵路線，而是需要從牙買加換車，因此對此不會有益而表示反對，而港務局原本計劃只支付該項目12億美元，其餘3億美元用於支付機場租金。朱利安尼為了表達對該路線規劃的支持而希望港務局研究將阿斯托里亞高架線延伸至拉瓜迪亞機場，以及使輕軌系統與地鐵或長島鐵路兼容，以實現未來互相直通的可能性，結果在1997年因當時紐約州政府同意償還市政府所承擔的系統成本份額而使該市長同意該計劃。另外州政府也會進行連接拉瓜迪亞機場的類似鐵路系統之可行性研究以作為協議的一部分，而在那一年，港務局已籌集了4.41億美元的PFC資金用於機場捷運的建設。
RPA在1999年發表一份研究報告建議為紐約地鐵建設新的線路和車站，該計劃包括一項通過甘迺迪輕軌從大中央車站前往甘迺迪機場的服務，但最終被大都會運輸署拒絕。

### 興建

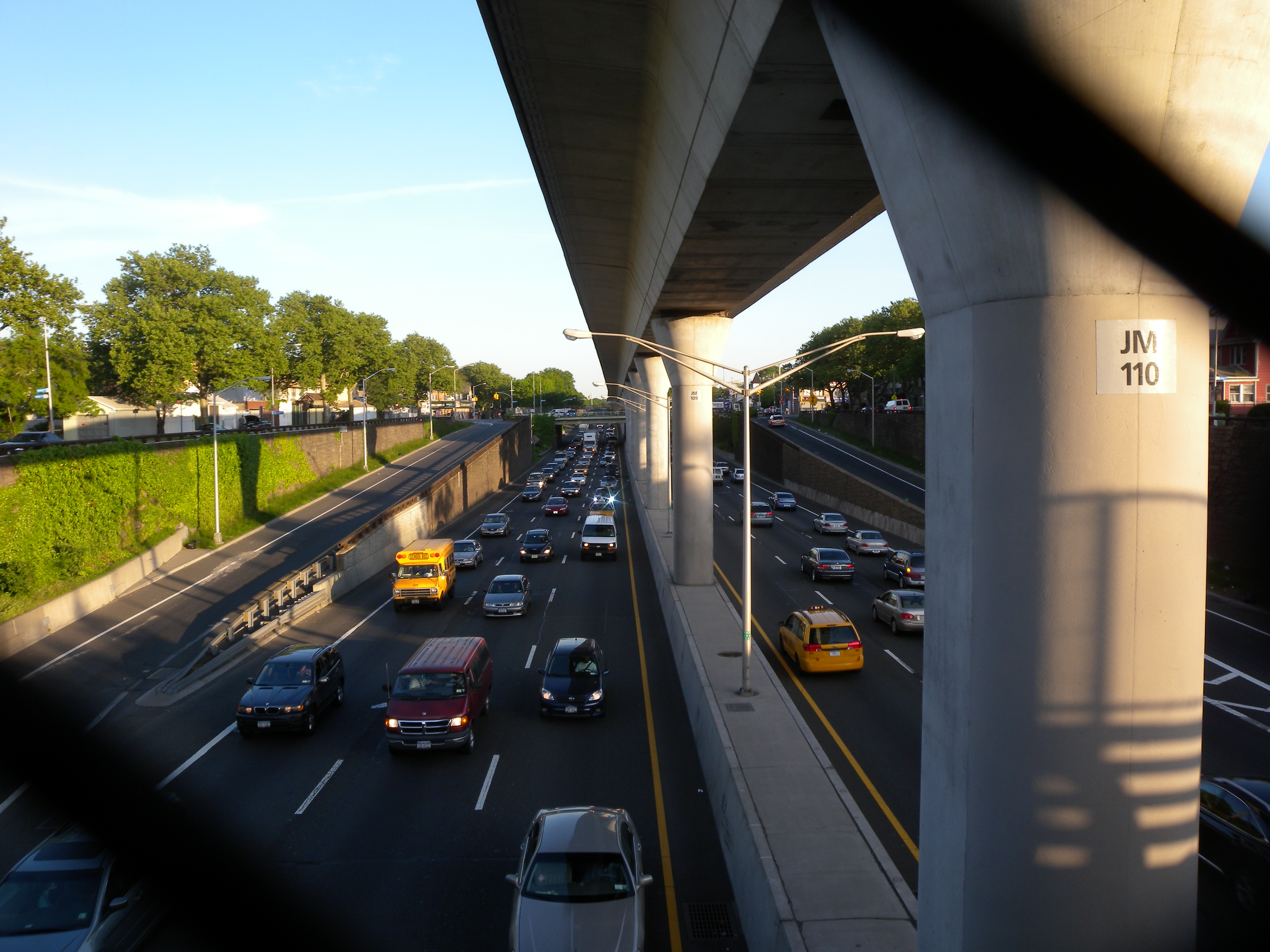
678號州際公路上的甘迺迪國際機場捷運高架橋

由於港務局只能使用機場稅中的資金來改善甘迺迪機場的聯外交通，因此機場捷運只有連接牙買加車站和霍華德海灘車站的路段獲得批准和建造，並預測機場旅客將會是該系統的唯一使用群。僅管聯邦政府在1998年2月批准將機場稅資金用於新的輕軌系統，然而根據FAA的說法，稅收資金無法用於支付收費系統等“系統過度設計而產生的任何費用”，而造成2億美元的興建成本未達機場稅的資助門檻。
甘迺迪國際機場捷運於1998年5月開始施工，在施工期間，沿線大部分採用支撐先進工法來興建每一個跨度，並在沿著橋樑結構前進時會架設新的跨度反覆施工。部分路段使用平衡悬臂工法建造，其中兩跨採用逐跨工法相互連接。牙買加支線位於繁忙的範懷克高速公路的道路中央之上，再加上捷運橋樑跨度的長度和彎道各不相同，因此增加施工難度。在這樣的限制下於離峰時段關閉範懷克高速公路雙向各單一車道，從而造成交通壅塞，不過到1999年底，範懷克高速公路的道路中央已經豎立橋墩。該項目還包括耗資8,000萬美元在機場內採用明挖回填工法建造隧道，因此工人們挖掘一條深7.6（25英尺）、寬30（100英尺）、長300（1,000英尺）的溝渠。由於地下水位最淺僅至地表以下1.5（5英尺），因此承包商在施工期間將水從溝渠中抽出，而分包商Trevi-Icos澆築一層寬24（80英尺），深15—27（50—90英尺）的「U」形水泥漿做防水處理。
該路線主要沿著現有的路權行駛，但三處商業地產被徵用和拆除，以便容納新的基礎設施空間。1999年5月，紐約市規劃委員會成員對沿線幾棟建築的建設表示譴責，但對該項目的後勤表示了擔憂，包括將來的高昂票價、乘客需求以及牙買加地區的交通不便性。
儘管社區領袖因為機場捷運可以與牙買加站和霍華德海灘站相連而表達支持，但牙買加支線沿線幾乎所有民間團體都因擔心滋擾、噪音和交通所產生的問題而對此表達不滿，最終在機場捷運興建期間遭受多次抗爭，包括在2000年，一台起重機疑似被抗議人士縱火而起火燃燒。附近的屋主認為混凝土的支撐會降低他們房屋的價值，而居民還擔心高架建築會產生噪音，根據2012年的一項研究，大多數居民投訴都是由於“噪音干擾”，而港務局回應了居民的擔憂，對破壞性或喧鬧的建築活動實施了嚴格的規定，並實施簡化的損害索賠程序來賠償屋主。到2002年共收到550起有關機場捷運建設的滋擾投訴，其中98%已於當年4月得到解決，但並非所有社區委員會都收到大量投訴，例如皇后區第12社區委員會（包括機場捷運沿線的南牙買加社區）幾乎沒有對機場捷運施工提起相關訴訟。
美國航空協會（ATA）於1999年1月提起聯邦訴訟，並指控濫用PFC資金。同年3月，一名聯邦法官認定聯邦航空管理局錯誤地繼續收集和利用公眾意見截止日期後發布的評論而撤銷機場捷運建設的批准，不過後來發現PFC資金沒有被濫用。隨後聯邦航空管理局針對機場捷運建設進行第二次徵求公眾意見並獲得第二次批准。然而在2000年，兩個當地倡導團體再度提起聯邦訴訟，並聲稱FEIS就高架結構對皇后區南部社區的影響發表了誤導性陳述，隨後美國航空協會和兩個倡導團體對資助方面決定提出上訴。儘管美國航空協會後來退出訴訟，但其中一個倡導團體繼續上訴只不過最終敗訴。
到2000年10月上訴得到裁決時，佔機場捷運路線三分之二的高架橋結構已經建成，施工進度超前，到當年12月，該系統已準備進行第一批列車的測試。2001年5月，耗資7500萬美元的霍華德海灘車站翻修工程竣工，並提供往返甘迺迪國際機場捷運的換乘服務。同月，耗資3.87億美元的長島鐵路牙買加車站翻新工程開始動工，其中包括修建一條通往機場捷運的換乘通道。這項工程原定在2005年完成，但直到2006年9月才完成。2001年3月導軌系統完成後，兩輛機場捷運車廂已完成交付並進行測試，而鐵軌之間的導軌本身於2001年8月完成。

### 開通與後續影響

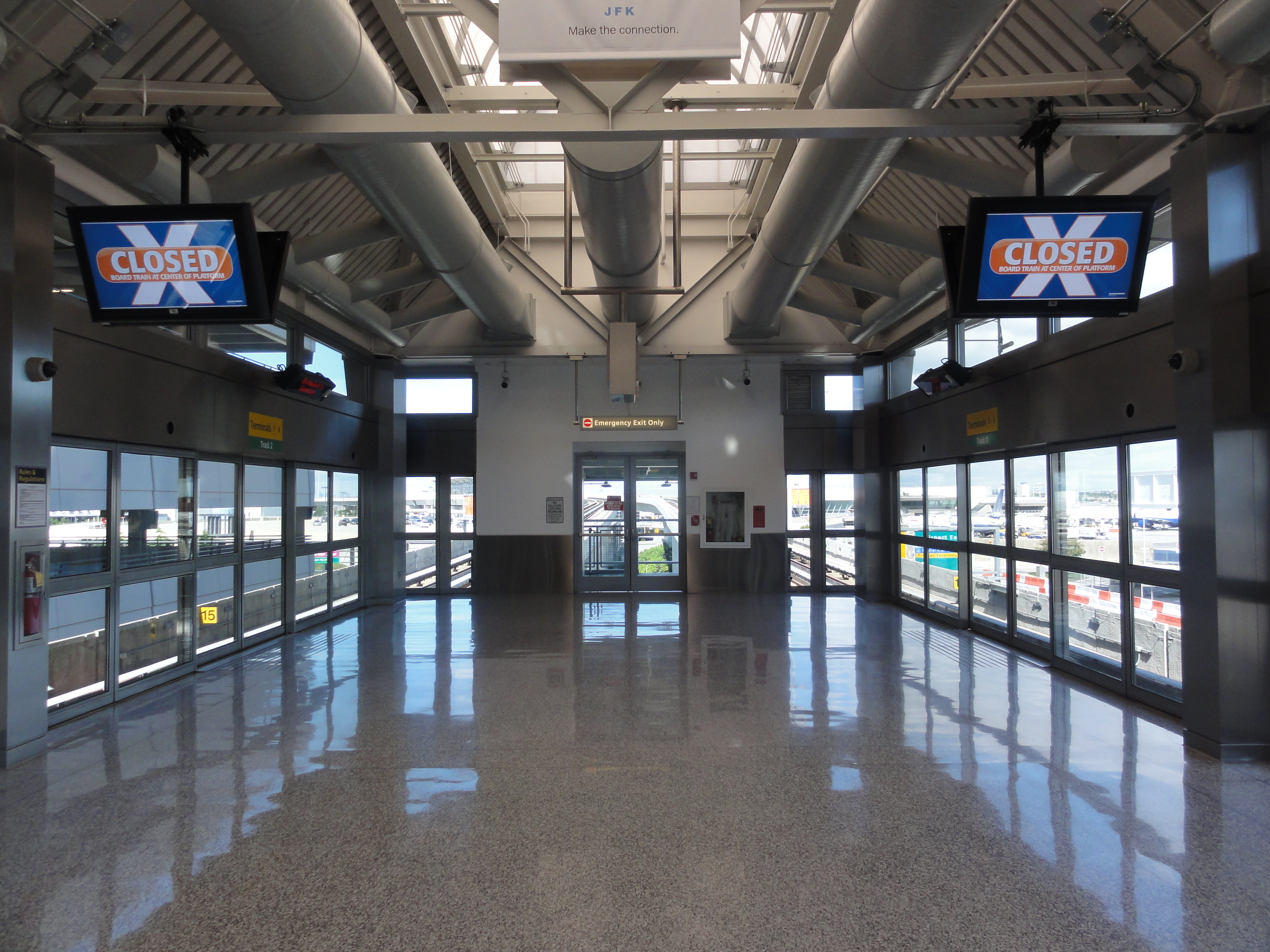
5號航廈站內部

港務局預測，機場捷運的開通將為甘迺迪機場創造118個就業機會，只不過原定計劃在2002年10月開通運營霍華德海灘支線，並在2003年開通牙買加支線，在測試期間卻發生幾起意外事件而使通車時程被推遲，例如第一起事件發生在2002年7月，三名工人在一次機場捷運列車脫軌事故中受傷，而第二次則發生在2002年9月，一名火車操作員在另一次脫軌事故中意外身亡，美國國家運輸安全委員會對第二次事故的調查發現，火車在彎道上超速行駛，這兩起主要意外事件造成通車時間被推遲到2003年6月，並在2003年12月17日才正式通車。
由於機場捷運系統的建設成本已增加到19億美元，而使皇后區東南部的居民擔心該項目可能會成為一個耗資巨大而無意義的公共建設，與港務局的其他財產一樣，機場捷運的營運成本並沒有獲得紐約州或紐約市政府的補助，因此機場捷運在開通時票價為5美元，是地鐵票價的兩倍多，而成為該系統初始票價相對較高的原因之一。

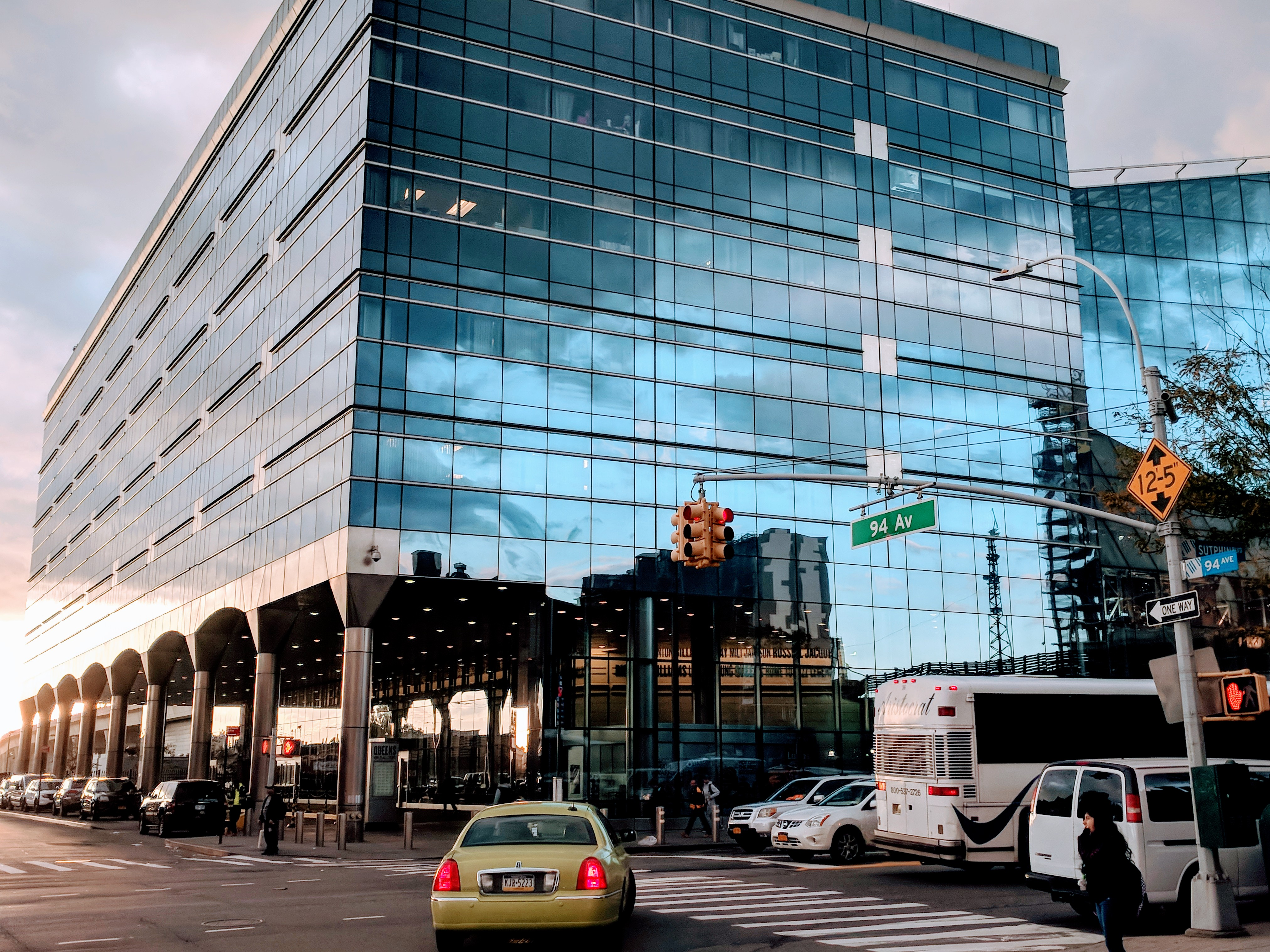
位於牙買加車站的機場捷運站外觀

有些項目是為了機場捷運的預期而開發的，像是在2003年6月，牙買加車站對面的蘇芬大道正在規劃一座4,600平方（50,000平方英尺）的16層建築，車站附近在過去五年興建包括牙買加購物中心、約瑟夫·P·阿達博聯邦大樓、民事法院以及美国食品药品监督管理局實驗室和辦公室，而在甘迺迪機場捷運開始營運後，牙買加地區的商業經濟蓬勃發展。2004年初，一家擁有15個屏幕的電影院在該地區開業，其開發商還計劃在該地區建造一座13層的建築物，只不過在九一一恐怖襲擊事件發生後，擬建在機場捷運端點站上方的酒店計畫被取消。
2004年，紐約市政府提議將牙買加以機場捷運車站為中心的40個街區重新規劃為商業區，這個混合用途开发的“機場村”將由460,000平方（5 × 106平方英尺）的空間組成。根據RPA的說法，牙買加地區作為交通樞紐的使用率很高，在平均工作日，有10萬名長島鐵路乘客和5.3萬名地鐵乘客往返於牙買加，另外港務局估計甘迺迪國際機場捷運每年將運載1,240萬名乘客，因此RPA決定把牙買加地區做「重新分區」並作為「重新設想牙買加作為『區域中心』提案」的一部分 。
將機場捷運延伸至曼哈頓的計劃甚至在系統開通之前就已得到審查，例如在2003年9月至2004年4月期間，包括大都會運輸署和港務局在內的多個機構針對曼哈頓下城-牙買加/JFK機場運輸系統計劃進行可行性研究，該項目將允許火車直接從甘迺迪機場前往曼哈頓，並在研究中審查了40種替代方案，只不過該項目最終在環境影響報告編制之前於2008年終止。

### 甘迺迪機場的改造
2017年1月4日，紐約州州長安德鲁·库默辦公室宣布一項耗資70至100億美元的甘迺迪機場翻新計劃。作為該計劃的一部分，甘迺迪國際機場捷運將採用加長的列車編組或直通紐約市其他交通系統的軌道服務，並且將在牙買加車站建立機場捷運、長島鐵路和地鐵之間的直接連接。库默宣布這一消息後不久，區域規劃協會發表一項與此無關連的研究，探討曼哈頓和甘迺迪機場之間可能建立的鐵路直達服務，而大都會運輸署於2018年9月發布的另一項研究報告中指出連接甘迺迪國際機場的長島鐵路替代方案，以作為已廢棄的洛克威海灘支線可能修復的一部分。
2017年7月，庫默辦公室核准機場翻新總體規劃，並在隔年10月公佈該項目的詳細改善內容，包括延長機場捷運列車的長度以及增加範懷克高速公路的車道，只不過這項計畫的興建預算已增至130億美元。受甘迺迪機場翻新計畫的影響，機場捷運的2號航廈車站於2022年7月11日關閉，並在六個月後永久關閉2號航廈，為了可容納1號航廈的重建範圍，港務局自2023年5月1日起暫時關閉1號航廈車站七個月。

## 系統

### 路線

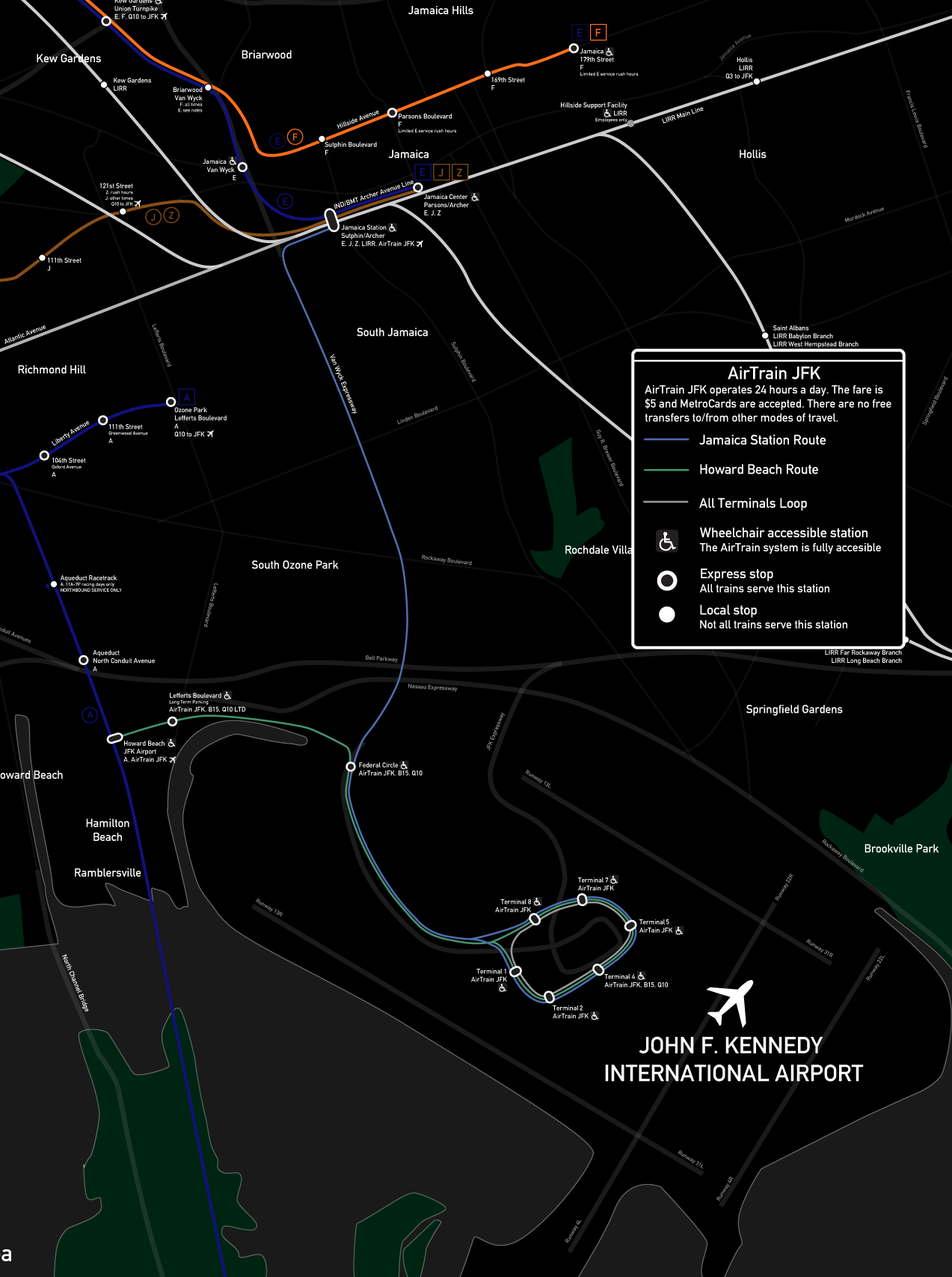
機場捷運系統之地理路線圖

坐落於紐約市皇后區的甘迺迪國際機場捷運主要串聯機場航站樓、停車場、霍華德海灘站、牙買加站。該系統由三條路線組成，分別為一條連接霍華德海灘站的霍華德海灘線、一條連接牙買加站的牙買加線、以及一條路線圍繞中央航站樓區域的機場航廈環線。根據港務局的營運合約，該系統由阿爾斯通經營。
霍華德海灘線（官方地圖上為綠色）的起點和終點皆為霍華德海灘-JFK機場車站，從這裡可直接轉乘紐約地鐵 A 線。這條路線在萊弗茨大道（英語：Lefferts Boulevard）增設一站，並可以讓乘客換乘停車場接駁巴士、前往牙買加的Q3線巴士、前往布魯克林的B15線巴士、以及Q10線跳蛙巴士。從霍華德海灘到聯邦圓環約2.9（1.8英里）的路段，經過長期租用停車場和員工停車場。
牙買加線（官方地圖上為紅色）的起點和終點皆為牙買加站，毗鄰長島鐵路月台，並與紐約地鐵 E，J，與Z 線的蘇特芬林蔭路-射手大道-JFK機場車站互相交會，而機場捷運和長島鐵路車站提供前往地鐵以及地面巴士路線的換乘服務。該路線在牙買加以西，經過第94大道北側，然後向南轉彎進入範懷克高速公路，因此從牙買加到聯邦圓環的路段長約5.0（3.1英里）。

路線及車站示意圖

霍華德海灘線和牙買加線在聯邦圓環（英語：Federal Circle）匯合，該地提供汽車租賃公司和接駁巴士前往酒店和機場貨運區的接駁服務，在聯邦圓環以南約2.4（1.5英里）的路段共線，並在穿越隧道過後往兩個方向分開，形成長達3.2（2英里）的環狀路段。兩條路線繼續沿環狀路段以逆時針方向行駛，依序在1、4、5、7和8號航廈停靠，而8號航廈可連接Q3線區間巴士。在這樣路線的乘坐時間方面，從牙買加或霍華德海灘到甘迺迪國際機場航廈的乘坐時間約為八分鐘。機場航廈環線（官方地圖上為金色）是一個長達2.9（1.8英里）的機場航廈循環路線 ，以順時針模式圍繞每個航廈運行，與霍華德海灘線和牙買加線的行駛方向相反。
目前在2023年，儘管1號航廈車站因航廈擴建工程而長期關閉，並暫停機場捷運航廈環線的營運服務，但在關閉期間，牙買加線和霍華德海灘線仍為4、5、7 和8號航廈提供雙向服務。
往返牙買加和霍華德海灘的列車原計劃在尖峰時段每兩分鐘發出一班次，並有備用列車前往每條支線支援，在最終的環境影響報告中預測，中央航站區的列車將以每九十秒發出一班次。不過到2014年，其實際班次卻比預測班次低很多：在尖峰時段，每條支線每7至12分鐘就有一趟列車服務，在工作日離峰時段，每條支線平均約10至15分鐘一班，在深夜時段則是每15至20分鐘一班，而在週末則是每16分鐘一班。

### 車站

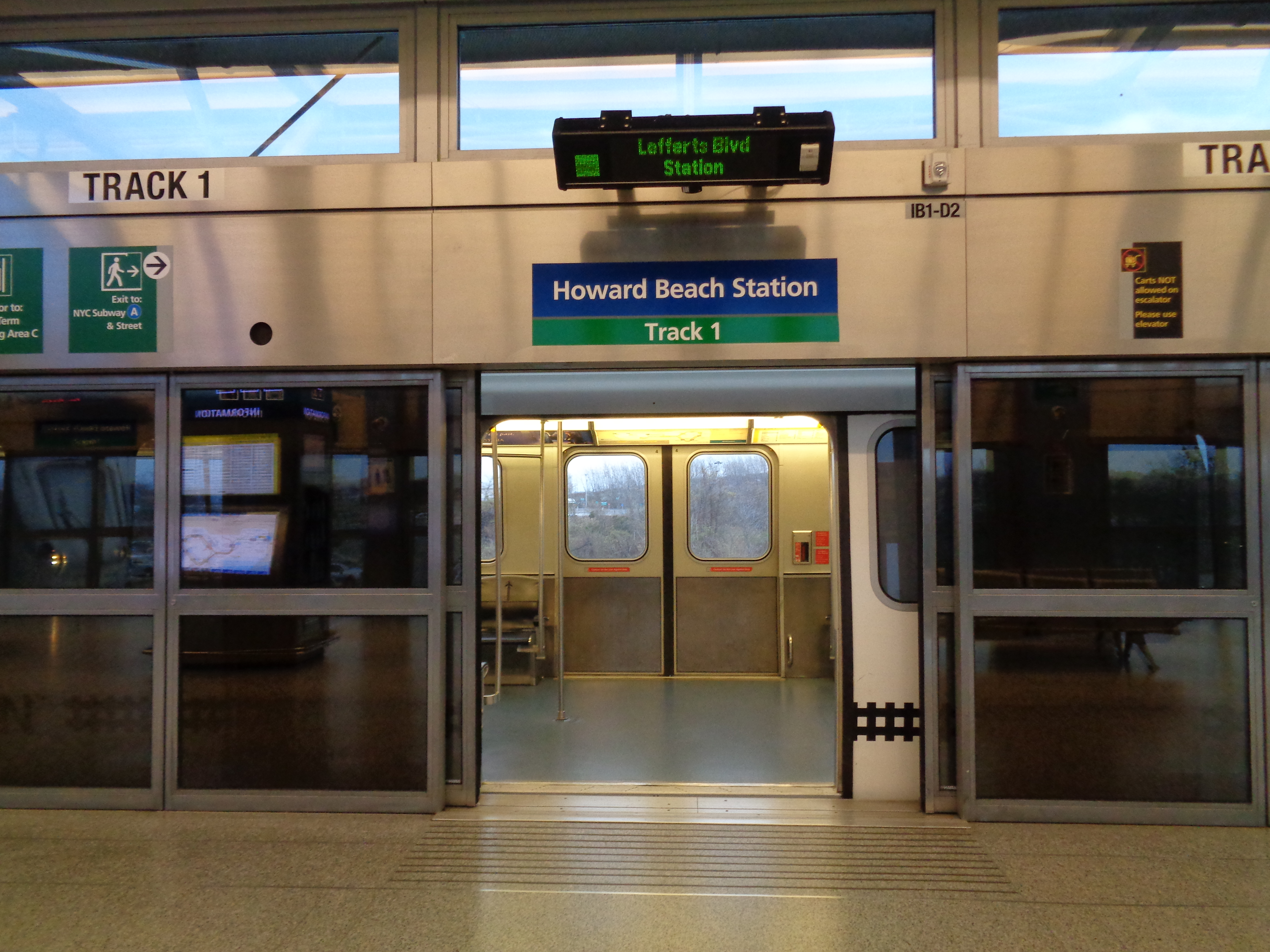
所有甘迺迪國際機場捷運車站月台皆裝設月台幕門（以霍華德海灘車站為例）

所有甘迺迪國際機場捷運車站均配有電梯，以符合（ADA）的規定。每個車站的月台長73（240英尺），最多可容納四節車廂，並配有空調和月台幕門，以保護乘客並確保無人駕駛列車安全運行，另外還配備安全系統，如監視器、警報器和緊急聯絡點，並配備了工作人員。
除聯邦圓環站採用雙層分體式月台佈局外，所有車站均設有島式月台。牙買加站和霍華德海灘站被設計為“門戶站”，給乘客一種進入機場的印象，另外在萊弗茨大道，以及1、4、5、7和8號航廈也設有車站，其中三個舊航廈（3、6和9號航廈）分別由後來更名為2、5和8號航廈的車站提供服務。中央航站區外的四個車站最初在其名稱旁邊標有字母A-D，而這些字母後來被刪除。2022年2號航廈站關閉後，1號航廈站暫時為兩個航廈的乘客提供服務，直至2023年1月，2號航廈關閉為止。
牙買加車站由巴塞洛繆·沃爾桑格建築師事務所設計，而霍華德海灘車站則由港務局內部建築部門的羅伯特·戴維森設計。機場內的大多數車站都是獨立式結構，通過空中走道與各自的航廈相連，但4號航廈站則位於航廈內部。
| 車站名稱                                                   | 所屬路線                                             | 連接路線 | 備註                 |
| ---------------------------------------------------------- | ---------------------------------------------------- | --- | -------------------- |
| 霍華德海灘 40°39′40″N 73°49′46″W / 40.661043°N 73.829455°W | 霍華德海灘線                                         | - 長期租用停車場C區 - 紐約地鐵：A 線（位於霍華德海灘-JFK機場） - MTA巴士：Q11 | 當初選定為車站A      |
| 萊弗茨大道 40°39′41″N 73°49′22″W / 40.661374°N 73.822660°W | 霍華德海灘線                                         | - 長期租用停車場A、B區 - 紐約市巴士：B15、 Q3 - MTA巴士：Q10 | 當初選定為車站B      |
| 聯邦圓環 40°39′36″N 73°48′13″W / 40.659898°N 73.803602°W   | - 霍華德海灘線 - 牙買加線                            | - 租車設施 - 前往酒店、貨運區和機場外租車場的接駁車 - 聯邦圓環長期租用停車場 | 當初選定為車站C      |
| 牙買加 40°41′57″N 73°48′29″W / 40.69904°N 73.80807°W       | 牙買加線                                             | - 長島鐵路：牙買加站 - 紐約地鐵：E，J，與Z 線（位於蘇特芬林蔭路-射手大道-JFK機場） - 紐約市巴士：Q20A、 Q20B、 Q24、 Q30、 Q31、 Q43、 Q44 SBS、 Q54、 Q56 - MTA巴士：Q6、 Q8、 Q9、 Q25、 Q34、 Q40、 Q41、 Q60、 Q65 - 納蘇縣際快車：n4 | 當初選定為車站D      |
| 1號航廈 40°38′37″N 73°47′22″W / 40.643577°N 73.789348°W    | - 機場航廈環線（暫停營運） - 霍華德海灘線 - 牙買加線 | - 1號航廈 - 前往4號航廈和8號航廈的接駁巴士路線 | 因長期施工而暫停服務 |
| 4號航廈 40°38′38″N 73°46′56″W / 40.643974°N 73.782273°W    | - 機場航廈環線（暫停營運） - 霍華德海灘線 - 牙買加線 | - 4號航廈 - 藍停車場 |                      |
| 5號航廈 40°38′49″N 73°46′48″W / 40.646878°N 73.780067°W    | - 機場航廈環線（暫停營運） - 霍華德海灘線 - 牙買加線 | - 5號航廈 - 黃停車場 - TWA飯店 | 最初命名為5/6號航廈  |
| 7號航廈 40°38′54″N 73°47′00″W / 40.648266°N 73.783422°W    | - 機場航廈環線（暫停營運） - 霍華德海灘線 - 牙買加線 | - 7號航廈 - 橘停車場 |                      |
| 8號航廈 40°38′48″N 73°47′19″W / 40.646781°N 73.788709°W    | - 機場航廈環線（暫停營運） - 霍華德海灘線 - 牙買加線 | - 8號航廈 - 紅停車場 - 紐約市巴士：Q3 | 最初命名為8/9號航廈  |

### 軌道和基礎設施

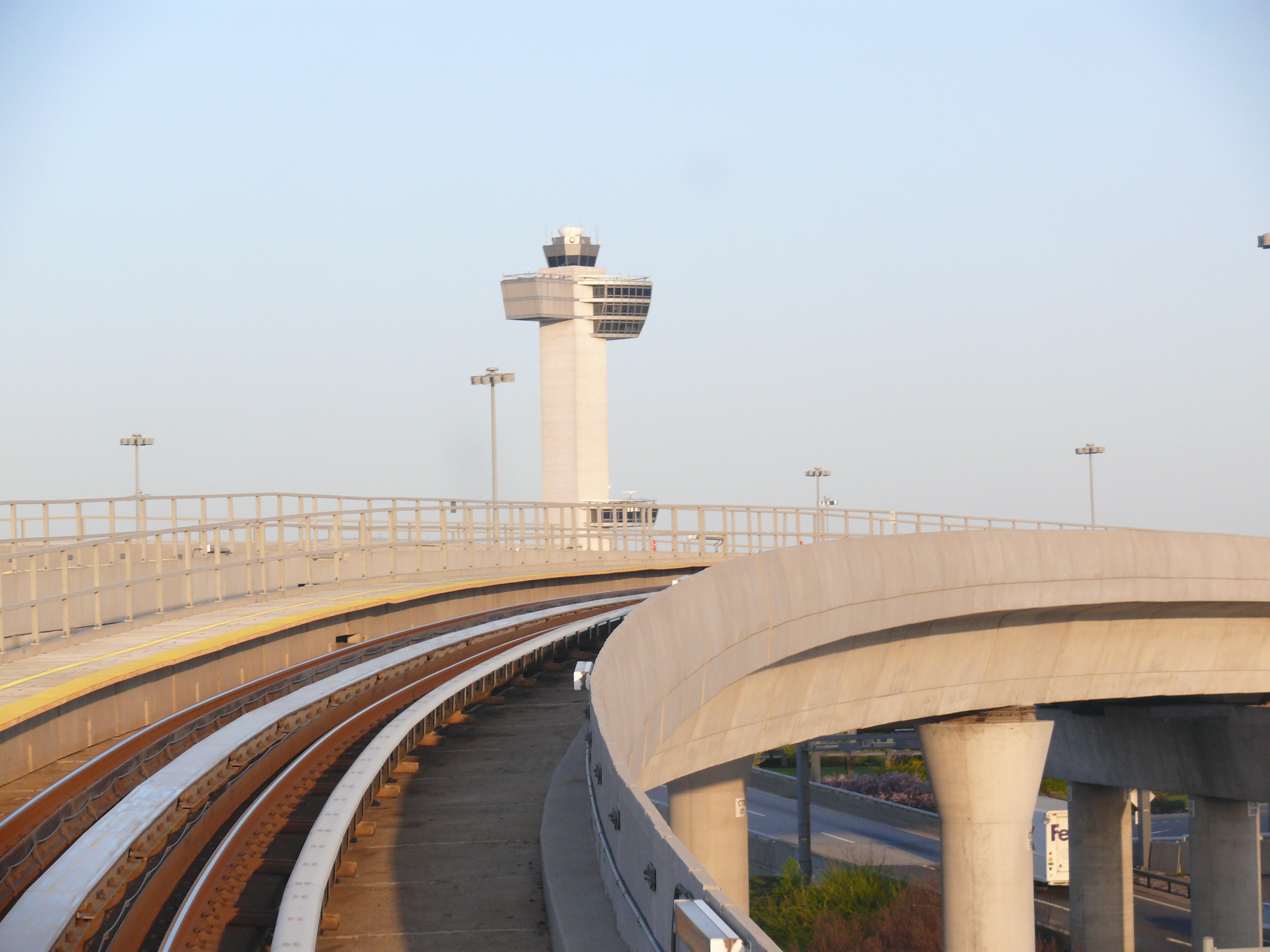
從機場捷運橋梁上望向約翰·甘迺迪國際機場塔台

甘迺迪國際機場捷運的路線總長度為13.0（8.1英里），其系統由10.1（6.3英里）長的單導軌高架橋和5.1（3.2英里）長的雙導軌高架橋組成。機場捷運大部分於高架行駛，但也有一小部分在地下或地面行駛。高架部分採用預製單、雙軌橋梁，地下部分採用明挖覆蓋隧道，而地面部分則採用混凝土枕木和道碴軌床。單軌高架橋承載一條導電軌，其橋面寬5.87（19英尺3英寸），而雙軌高架橋共承載兩條導電軌（雙向各一條），其橋面寬9.45（31英尺0英寸）。每個橋墩以12（40英尺）的間隔來支撐預鑄混凝土橋梁，而高架結構則採用耐震支座和隔音牆分別用來抵禦小型地震和防止噪音污染。機場捷運的隧道均位於機場內，穿過兩條滑行道和幾個高速公路匝道下方。
機場捷運採用鋼軌系統，除機場航廈路段外，所有軌道接縫均採用連續焊接，而導電軌也是如此。列車在牙買加和霍華德海灘端點站使用雙向橫渡線，以便讓列車切換到相反方向的軌道，而聯邦圓環站以北和以南還設有橫渡線，因此能讓列車在航站樓路段採取順（8號航廈出發）逆（1號航廈出發）時針模式行駛。
機場捷運的軌距為4英尺8+1⁄2英寸（1,435毫米），與長島鐵路和地鐵的相同，這使得在未來可能轉換為長島鐵路或地鐵使用，或者直通長島鐵路或地鐵軌道前往曼哈頓。但目前機場捷運車輛因為結構強度不足且系統所使用的線性感應電機推進系統與長島鐵路或地鐵所使用的牽引電動機手動推進系統不相容而無法直通長島鐵路或地鐵，因此如果實施直通運行，則需要混合動力車輛才能在地鐵/長島鐵路和機場捷運軌道上行駛。
沿線共有七個變電站，即使一個變電站發生停電，但其他的仍允許列車運行。由於車站之間沒有緊急出口，因此一旦發生緊急情況，控制塔可以自動引導列車前往下一站進行乘客疏散作業。

## 車費

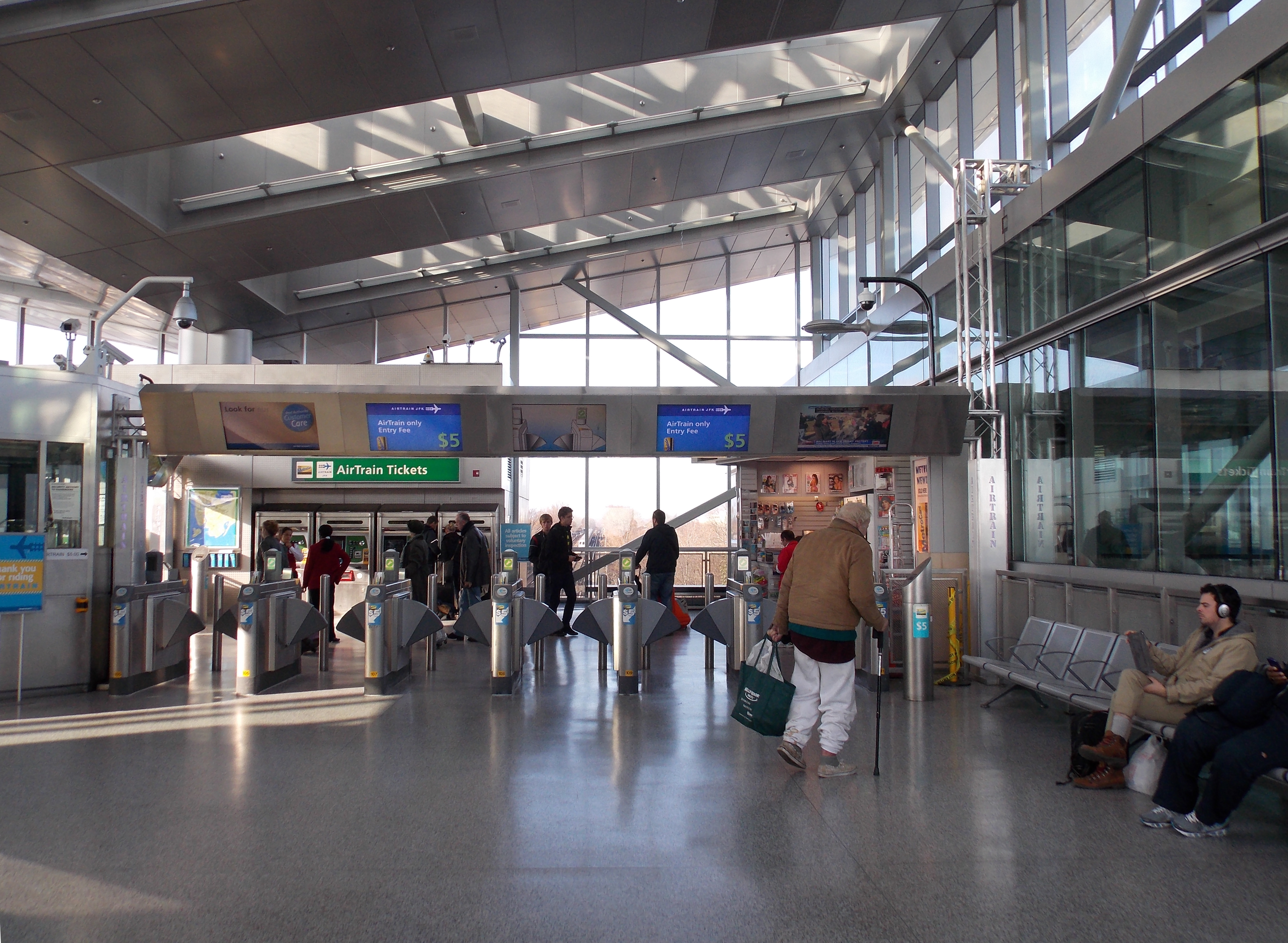
霍華德海灘-JFK機場車站的驗票閘門

甘迺迪國際機場捷運在機場航站區內、長期租用停車場旁的萊弗茨大道站、以及汽車租賃公司和酒店接駁巴士接駁點所在地的聯邦圓環站皆為免費搭乘，但在牙買加或霍華德海灘車站進出系統時則必須使用MetroCard付款。目前機場捷運不接受紐約地鐵和城市公車上使用的OMNY票價支付系統付款，也不接受如現金等任何其他形式付款，但甘迺迪機場在2022年表示預計在2024年開始導入OMNY付款系統。
甘迺迪國際機場捷運車費在通過牙買加站或霍華德海灘站的驗票閘門時為8.25美元，每個車站檢票口兩側均設有MetroCard自动售票机，而購買MetroCard需支付1美元費用。除了單程票外，售票機還販售機場捷運套票，包含花費40美元可以在首次使用後30天內無限次乘坐機場捷運，以及花費25美元可在首次使用後31天內乘坐機場捷運10次。
甘迺迪國際機場捷運和連接交通服務之間不提供免費換乘服務，轉乘當地巴士或地鐵的乘客需額外支付2.90美元票價，並可使用MetroCard支付。使用長島鐵路CityTicket方案的乘客，在牙買加轉乘開往曼哈頓的長島鐵路列車在尖峰時段需額外支付10.75美元，在離峰時段和周末需額外支付5美元。
進出霍華德海灘站和牙買加站的票價最初為5美元，但初步計劃包括為機場和航空公司員工提供2美元的折扣票價。2019年6月，港務局提議將甘迺迪國際機場捷運的票價提高至7.75美元，在同年9月獲得批准後，於2019年11月1日正式採用新票價，並成為該系統自通車以來首次票價上漲。2021年11月，港務局討論把票價再次調漲至8美元的計劃，在2022年3月1日獲准後，於2023年3月5日開始再次將票價調漲至8.25美元。

## 使用車輛

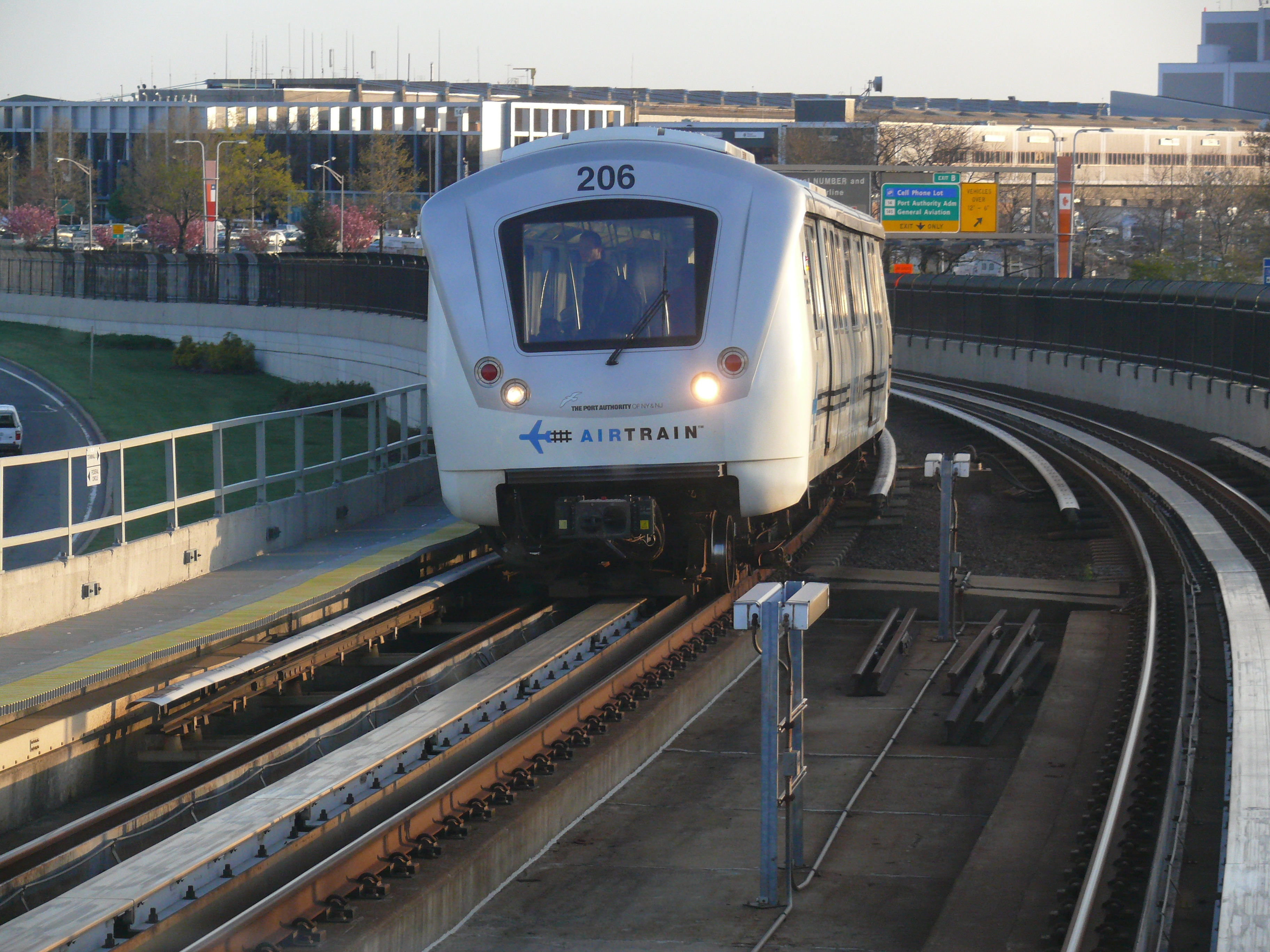
甘迺迪國際機場捷運所使用的龐巴迪Innovia Metro ART 200

甘迺迪國際機場捷運使用龐巴迪Innovia Metro ART 200車輛和技術，類似於溫哥華架空列車、龍仁市轻电铁和吉隆坡格拉那再也綫。另外也採用自動化無人駕駛系統以及泰雷兹集团製造的SelTrac通訊式列車控制系統和移動閉塞信號來動態確認列車的位置。列車在萊弗茨大道站和聯邦圓環站之間有佔地4.0公頃（10英畝）的車廠進行列車的出入庫和維修，而該地點是位於前員工停車場的上方。在車內廣播系統方面，機場捷運最初使用紐約市交通記者伯尼·瓦根布拉斯（港務局長期僱員）預先錄製的廣播。
在機場捷運軌道上行駛的32輛非鉸接式Mark II車輛從第三軌750伏特直流電獲取電力，而線性感應電機以磁力方式來推動軌道中心的鋁條，另外這些車輛可以在急轉彎和陡坡上行駛，並與車站的站台門精確對齊。這些車輛的運行速度可達97每小時（60英里每小時）， 並且可以在最小鐵路曲線半徑70（230英尺）的軌道上行駛。
機場捷運車廂每節長17.60（57英尺9英寸），寬3.10（10英尺2英寸），與紐約地鐵B分部所使用的車輛尺寸相似。列車可以沿任一方向行駛，並且可以由一到四節車廂組成。車廂每側有兩扇車門，每扇車門寬3.18（10英尺5英寸）。每節車廂共有26個座位，最多可搭載97名有攜帶行李的乘客，或205名無攜帶行李的乘客，由於大多數乘客有攜帶行李，因此機場捷運在實際運營上每節車廂約莫能搭載75至78名乘客。

## 運量
在規劃甘迺迪國際機場捷運時，預計每天有11,000人付費乘坐該系統往返於機場和霍華德海灘車站或牙買加車站，並且每天還有23,000人以上將使用機場捷運在機場航廈之間穿梭，這相當於每年約400萬名付費乘客和840萬名機場乘客使用。據FEIS稱，該系統每天可容納超過3,000名來自曼哈頓的乘客，其開通將導致機場聯外公路每天減少約每英里75,000輛次（約每公里121,000輛次）。
甘迺迪國際機場捷運在通車後的第一個月，平均每天有15,000人乘坐該系統，儘管這一數字低於預期的每日客流量34,000人次，但成為美國第二繁忙的機場交通系統。開通後六個月內，機場捷運已運送100萬名乘客。
在機場捷運開通後的十年內，其客流量持續逐年增長。《紐約時報》在2009年發表的一篇文章指出，機場捷運乘客量增加的可能原因之一是「機場捷運加地鐵的7.75美元票價，比搭乘計程車來往曼哈頓和甘迺迪機場之間所花費的52美元來得便宜」。在2019年，有870萬人付費搭乘往返肯尼迪機場和霍華德海灘或牙買加，比2004年運營第一年的260萬乘客增加了300%以上。據估計，2019年還有1,220萬人免費搭乘機場捷運，其年度總乘客量達到2,090萬人次。由於2019冠狀病毒病疫情導致航空班次減少，因此2021年機場捷運的乘客總數僅為340萬人。

### 引用
1. 1 2 3 4  Gosling & Freeman 2012，第2頁.
2. 1 2 3 4  Englot & Bakas 2002，第3頁.
3. 1 2 3 4 5 6 7 8 9 10 11 12 13 14 15 16  Bombardier Transportation 2004.
4. 1 2 3 4 5 6 7 8 9 10 11 12  . 國際鐵路公報. 2004-03-01  [2016-07-23]. （原始内容存档于2016-08-22） （英语）.
5. ↑   (PDF). 美國公共運輸協會. 2023-05-30  [2023-07-05] （美国英语）.
6. ↑   (PDF). 美國公共運輸協會. 2023-03-01  [2023-03-29] （美国英语）.
7. ↑  羅伯特·卡羅. . New York: Knopf. 1974: 第904–908頁. ISBN 978-0-394-48076-3. OCLC 834874 （英语）.
8. 1 2 3 4 5  Stern, Fishman & Tilove 2006，第67頁.
9. ↑  . Metropolitan Commuter Transit Authority. 1968-02-29: 第23–24頁  [2015-10-01] –Internet Archive （英语）.
10. 1 2 3 4  EIS Volume 1 1997，第ES2頁.
11. ↑   (PDF). The Daily News (Tarrytown, NY). Associated Press. 1976-04-28  [2017-09-11]. （原始内容存档 (PDF)于2022-09-29） –Fultonhistory.com （英语）.
12. ↑  Schmitt, Eric. . 紐約時報. 1987-02-02  [2017-09-01]. （原始内容存档于2022-09-29） （美国英语）.
13. ↑  Goldberger, Paul. . 紐約時報. 1990-06-17  [2017-09-01]. （原始内容存档于2017-09-01） （美国英语）.
14. 1 2 3  Steinberg, Jacques. . 紐約時報. 1991-12-28  [2017-09-01]. （原始内容存档于2022-09-29） （美国英语）.
15. ↑  Grynbaum, Michael M. . City Room. 紐約時報. 2009-11-25  [2016-07-03]. （原始内容存档于2020-07-21） （美国英语）.
16. 1 2   (PDF). New York Leader Observer. 1978-09-28  [2016-07-22]. （原始内容存档 (PDF)于2022-09-29） –Fultonhistory.com （英语）.
17. ↑  UCL Bartlett 2011，第32頁.
18. ↑  Gosling & Freeman 2012，第1頁.
19. 1 2 3 4 5  Herszenhorn, David M. . 紐約時報. 1995-08-20  [2016-07-24]. （原始内容存档于2022-09-29） （美国英语）.
20. 1 2 3  Sims, Calvin. . 紐約時報. 1990-03-18  [2016-07-24]. （原始内容存档于2016-03-09） （美国英语）.
21. 1 2  Topousis, Tom. . New York Post. 2000-11-26  [2017-09-01]. （原始内容存档于2022-09-29） （英语）.
22. 1 2 3  Dao, James. . 紐約時報. 1992-12-21  [2017-09-01]. （原始内容存档于2017-09-02） （美国英语）.
23. 1 2 3 4 5 6 7  Levy, Clifford J. . 紐約時報. 1995-02-01  [2017-09-01]. （原始内容存档于2017-09-01） （美国英语）.
24. 1 2 3  Firestone 1994.
25. 1 2 3  Stern, Fishman & Tilove 2006，第67–68頁.
26. ↑  Strom, Stephanie. . 紐約時報. 1991-04-27  [2017-09-01]. （原始内容存档于2017-09-02） （美国英语）.
27. 1 2 3  Lambert, Bruce. . 紐約時報. 1994-06-19  [2017-09-01]. （原始内容存档于2017-09-01） （美国英语）.
28. 1 2 3  Purnick, Joyce. . 紐約時報. 1995-06-05  [2017-09-01]. （原始内容存档于2022-09-29） （美国英语）.
29. 1 2 3  Levy, Clifford J. . 紐約時報. 1995-08-02  [2017-09-01]. （原始内容存档于2017-09-01） （美国英语）.
30. 1 2 3 4 5  Stern, Fishman & Tilove 2006，第68頁.
31. 1 2 3  Donohue, Pete. . Daily News (New York). 1995-08-02  [2017-09-01]. （原始内容存档于2013-08-20） （英语）.
32. ↑  Levy, Clifford J. . 紐約時報. 1995-07-23  [2017-09-01]. （原始内容存档于2017-09-02） （美国英语）.
33. ↑  Sullivan, John. . 紐約時報. 1996-05-10  [2017-09-01]. （原始内容存档于2017-09-02） （美国英语）.
34. ↑  EIS Volume 1 1997，第ES3頁.
35. ↑  EIS Volume 1 1997，第ES4頁.
36. 1 2 3 4  EIS Volume 1 1997，第ES9頁.
37. 1 2 3 4 5  Newman, Andy. . 紐約時報. 1997-10-02  [2017-09-01]. （原始内容存档于2017-09-02） （美国英语）.
38. ↑  EIS Volume 1 1997，第ES11, 1.4頁.
39. 1 2 3  Macfarquhar, Neil. . 紐約時報. 1997-06-14  [2017-09-01]. （原始内容存档于2017-09-02） （美国英语）.
40. ↑  Levy, Clifford J. . 紐約時報. 1996-05-03  [2017-09-01]. （原始内容存档于2017-09-02） （美国英语）.
41. ↑  Macfarquhar, Neil. . 紐約時報. 1997-03-13  [2017-09-01]. （原始内容存档于2017-09-02） （美国英语）.
42. 1 2  Feiden, Douglas. . Daily News (New York). 1997-10-01  [2017-09-01]. （原始内容存档于2017-09-02） （英语）.
43. ↑  Regional Plan Association 1999，第2, 12頁.
44. ↑  Regional Plan Association 1999，第17–19頁.
45. ↑  Wald, Matthew L. . 紐約時報. 1998-02-10  [2017-09-01]. （原始内容存档于2017-09-02） （美国英语）.
46. 1 2 3  Chan, Sewell. . 紐約時報. 2005-01-12  [2016-07-22]. （原始内容存档于2017-07-29） （美国英语）.
47. 1 2 3 4  UCL Bartlett 2011，第22頁.
48. 1 2  Englot & Bakas 2002，第10頁.
49. 1 2 3 4  Stern, Fishman & Tilove 2006，第69頁.
50. 1 2  Oser, Alan S. . 紐約時報. 1999-01-31  [2022-02-18]. （原始内容存档于2021-09-26） （美国英语）.
51. 1 2  EIS Volume 1 1997，第ES10頁.
52. 1 2  Herszenhorn, David M. . The New York Times. 1999-05-04  [2017-09-01]. （原始内容存档于2017-09-02） （美国英语）.
53. ↑  Schwartzman, Bryan. . Times Ledger (Queens, NY). 2000-06-08  [2017-09-01]. （原始内容存档于2017-09-02） （英语）.
54. 1 2  Gosling & Freeman 2012，第4–5頁.
55. 1 2 3 4 5  Dentch, Courtney. . Times Ledger (Queens, NY). 2002-04-18  [2017-09-01]. （原始内容存档于2017-09-02） （英语）.
56. 1 2  Scheinbart, Betsy. . Times Ledger (Queens, NY). 2001-03-29  [2017-09-01]. （原始内容存档于2017-09-02） （英语）.
57. ↑  Air Transport Association of America, Petitioner, v. Federal Aviation Administration, United States Department Oftransportation, and United States of America, Respondents. Port Authority of New York and New Jersey, Intervenor, 169 F.3d 1 (D.C. Cir. 1999)的文本可参见：Justia
58. 1 2   (新闻稿). Federal Aviation Administration. 1999-08-16  [2017-08-31]. （原始内容存档于2013-08-21） （英语）.
59. ↑  Gosling & Freeman 2012，第5頁.
60. 1 2  . 紐約時報. 2000-09-17  [2017-09-01]. （原始内容存档于2017-09-01） （美国英语）.
61. 1 2 3  Bertrand, Donald. . Daily News (New York). 2000-10-18  [2017-09-01]. （原始内容存档于2017-09-01） （英语）.
62. ↑  Southeast Queens Concerned Neighbors, Inc. and the Committee for Better Transit, Inc. Petitioners, v. Federal Aviation Administration, U.S. Department of Transportation, and United States of America Respondents, Port Authority of New York and New Jersey, Intervenors. 229 F.3d 387 (2nd Cir. 2000)的文本可参见： · FindLaw
63. 1 2  Scheinbart, Betsy. . Times Ledger (Queens, NY). 2001-05-10  [2016-07-23]. （原始内容存档于2016-08-03） （英语）.
64. 1 2  Gosling & Freeman 2012，第4頁.
65. ↑  Ain, Stewart. . 紐約時報. 2006-09-09  [2017-09-01]. （原始内容存档于2021-03-08） （美国英语）.
66. ↑  Scheinbart, Betsy. . Times Ledger (Queens, NY). 2001-08-23  [2017-09-01]. （原始内容存档于2017-09-02） （英语）.
67. 1 2  Menchaca, Paul. . Queens Chronicle. 2002-07-18  [2018-12-06]. （原始内容存档于2022-09-29） （英语）.
68. ↑  Newman, Philip. . Times Ledger (Queens, NY). 2002-07-18  [2017-09-01]. （原始内容存档于2017-09-02） （英语）.
69. 1 2  Boniello, Kathianne; Dentch, Courtney. . Times Ledger (Queens, NY). 2002-10-03  [2017-09-01]. （原始内容存档于2017-09-02） （英语）.
70. ↑  Tarek, Shams. . Southeast Queens Press. 2002-10-04  [2007-08-06]. （原始内容存档于2007-09-27） （英语）.
71. ↑  Kennedy, Randy. . 紐約時報. 2002-10-18  [2017-04-25]. （原始内容存档于2017-04-26） （美国英语）.
72. ↑  Dentch, Courtney. . Times Ledger (Queens, NY). 2002-10-10  [2017-09-01]. （原始内容存档于2017-09-02） （英语）.
73. ↑  Dentch, Courtney. . Times Ledger (Queens, NY). 2003-02-27  [2017-09-01]. （原始内容存档于2017-09-02） （英语）.
74. ↑  Luo, Michael. . 紐約時報. 2003-12-18  [2020-06-09]. （原始内容存档于2020-06-09） （美国英语）.
75. 1 2  Stellin, Susan. . 紐約時報. 2003-12-14  [2016-12-21]. （原始内容存档于2016-12-22） （美国英语）.
76. ↑  Gosling & Freeman 2012，第9頁.
77. ↑  Dunlap, David W. . 紐約時報. 2003-07-06  [2017-09-02]. （原始内容存档于2017-09-02） （美国英语）.
78. 1 2 3  Holusha, John. . 紐約時報. 2004-02-29  [2016-07-24]. （原始内容存档于2017-09-02） （美国英语）.
79. ↑  Dentch, Courtney. . Times Ledger (Queens, NY). 2004-02-12  [2017-09-01]. （原始内容存档于2017-09-02） （英语）.
80. ↑  Parsons/SYSTRA Engineering, Inc.  (PDF). Lower Manhattan Development Corporation: 第6–12頁. 2004  [2017-02-05]. （原始内容 (PDF)存档于2015-09-24） （英语）.
81. ↑  Gosling & Freeman 2012，第7頁.
82. ↑  Parsons/SYSTRA Engineering, Inc. . 2008年12月  [2017-02-05]. （原始内容存档于2017-09-16） –Scribd （英语）.
83. ↑  Kirby, Jen. . Daily Intelligencer. 2017-01-05  [2017-01-06]. （原始内容存档于2017-09-13） （英语）.
84. ↑  Airport Advisory Panel.  (PDF). 紐約州政府. 2017-01-04  [2017-01-05]. （原始内容存档 (PDF)于2017-01-05） –州長安德鲁·库默辦公室 （英语）.
85. ↑   (PDF). 區域規劃協會. 2017年1月  [2017-08-30]. （原始内容存档 (PDF)于2017-01-26） （英语）.
86. ↑  
  - 赛思达. . 大都會運輸署. 2018-09-21  [2019-10-09]. （原始内容存档于2019-10-08） （英语）.
  - 赛思达. . 大都會運輸署. 2018-09-21  [2019-10-09]. （原始内容存档于2019-10-08） （英语）.
87. ↑  . 紐約州政府. 2017-07-18  [2017-09-01]. （原始内容存档于2017-09-01） –州長安德鲁·库默辦公室 （英语）.
88. ↑  McGeehan, Patrick. . 紐約時報. 2018-10-04  [2018-10-05]. （原始内容存档于2018-10-04） （美国英语）.
89. ↑  Tara, Serena. . Thrillist. 2022-06-29  [2023-04-28]. （原始内容存档于2023-06-04） （英语）.
90. ↑  Mongelli, Lorena. . Newsday. 2023-04-25  [2023-04-28]. （原始内容存档于2023-06-15） （英语）.
91. 1 2 3 4 5 6 7  . 紐約與紐澤西港務局.   [2022-09-29]. （原始内容存档于2022-07-06） （英语）.
92. 1 2 3 4 5 6  Gosling & Freeman 2012，第2–3頁.
93. 1 2 3   (PDF). Metropolitan Transportation Authority. December 2017  [April 24, 2018].
94. 1 2  EIS Volume 1 1997，第1.12頁.
95. ↑  Gosling & Freeman 2012，第3頁.
96. ↑  EIS Volume 1 1997，第1.13頁.
97. 1 2 3  Arema 1999，第1頁.
98. 1 2 3  . 約翰·甘迺迪國際機場.   [2023-06-10]. （原始内容存档于2023-06-10） （英语）.
99. ↑  Englot & Bakas 2002，第2頁.
100. 1 2 3  EIS Volume 1 1997，第1.5頁.
101. 1 2 3 4 5 6  Port Authority 2015.
102. ↑  Arema 1999，第2–3頁.
103. ↑   (新闻稿). 紐約與新澤西港務局. 2022年7月  [2022-07-11]. （原始内容存档于2022-07-11） （英语）.
104. ↑  Moldonado, Zinna. . CBS New York. 2023-01-13  [2023-01-23]. （原始内容存档于2023-01-23） （英语）.
105. ↑  Rafter, Domenick. . Queens Chronicle. 2013-05-30  [2013-05-31]. （原始内容存档于2017-01-25） （英语）.
106. ↑  Englot & Bakas 2002，第1頁.
107. ↑  Englot & Bakas 2002，第5頁.
108. ↑  Gosling & Freeman 2012，第3–4頁.
109. 1 2 3  Englot & Bakas 2002，第12–13頁.
110. 1 2 3 4  . 紐約與新澤西港務局.   [2017-05-01]. （原始内容存档于2014-05-24） （英语）.
111. 1 2 3 4  . 大都會運輸署.   [2019-11-19]. （原始内容存档于2015-09-15） （英语）.
112. ↑  . 大都會運輸署.   [2022-03-03]. （原始内容存档于2022-02-20） （英语）.
113. ↑  Garber, Nick. . Patch. 2022-06-24  [2022-07-11]. （原始内容存档于2022-07-11） （英语）.
114. ↑  . 大都會運輸署.   [2019-11-01]. （原始内容存档于2019-11-01） （英语）.
115. ↑  Guse, Clayton. . New York Daily News. 2019-06-25  [2019-06-27]. （原始内容存档于2020-11-07） （英语）.
116. 1 2  . Pix11 New York. 2019-09-26  [2019-10-02]. （原始内容存档于2020-03-19） （英语）.
117. ↑  Higgs, Larry. . nj.com. 2019-10-31  [2019-10-01]. （原始内容存档于2020-09-29） （英语）.
118. ↑  Guse, Clayton. . New York Daily News. 2021-11-18  [2021-11-19]. （原始内容存档于2021-11-19） （英语）.
119. ↑   (新闻稿). 紐約與新澤西港務局.   [2022-03-03]. （原始内容存档于2022-03-03） （英语）.
120. ↑  . 纽约NBC. 2023-03-05  [2023-03-14]. （原始内容存档于2023-05-14） （英语）.
121. ↑   (PDF). Thales Group: 2.   [2017-02-03]. （原始内容 (PDF)存档于2017-09-01） （英语）.
122. ↑  EIS Volume 1 1997，第ES9, 1.18頁.
123. ↑  Hamlett, Roz. . PANYNJ PORTfolio. 紐約與新澤西港務局. 2017-01-12  [2017-09-01]. （原始内容存档于2017-09-01） （英语）.
124. ↑  Hamlett, Rosalyn. . Metropolitan Airport News. 2017-02-13  [2019-05-01]. （原始内容存档于2019-06-01） （英语）.
125. 1 2  Englot & Bakas 2002，第4頁.
126. ↑  EIS Volume 1 1997，第ES10–ES11頁.
127. 1 2  Dentch, Courtney. . Times Ledger (Queens, NY). 2004-01-22  [2017-09-01]. （原始内容存档于2017-09-02） （英语）.
128. ↑  Simon, Mallory. . Times Ledger (Queens, NY). 2004-06-17  [2017-09-01]. （原始内容存档于2017-09-02） （英语）.
129. 1 2  . LongIsland.com. 2015-02-12  [2022-07-13]. （原始内容存档于2022-09-01） （英语）.
130. 1 2   (PDF). 紐約與新澤西港務局: 4, 61. 2020-05-19  [2020-09-14]. （原始内容存档 (PDF)于2020-11-27） （英语）.
131. ↑  Levere, Jane L. . 紐約時報. 2009-08-10  [2016-12-21]. （原始内容存档于2022-09-29） （英语）.
132. ↑  . Crain's New York Business. 2021-12-13  [2022-07-13]. （原始内容存档于2022-06-19） （英语）.
133. ↑   (PDF). 美國公共運輸協會: 第25頁. 2022-03-10  [2022-06-07]. （原始内容存档 (PDF)于2022-04-01） （英语）.

### 來源
- (PDF). Bombardier Transportation. 2004年  [2017-02-02]. （原始内容 (PDF)存档于2014-08-01） （英语）.
- (PDF). Port Authority of New York and New Jersey. 2015年3月  [2020-09-22]. （原始内容存档 (PDF)于2021-01-21） （英语）.
- Englot, Joseph M.; Bakas, Paul T.  (PDF). AREMA 2002 Annual Conference & Exposition. 2002年9月. （原始内容 (PDF)存档于2018-07-18） （英语）.
- Firestone, David. . 紐約時報. 1994-07-31  [2017-09-01]. （原始内容存档于2017-09-02） （美国英语）.
- Gosling, Geoffrey D.; Freeman, Dennis.  (PDF). Mineta Transportation Institute. 2012年5月  [2016-07-24]. （原始内容 (PDF)存档于2017-09-24） （英语）.
- 1. Federal Aviation Administration; New York State Department of Transportation. 1997年  [2017-08-26] （英语）.
- 2. Federal Aviation Administration; New York State Department of Transportation. 1997年  [2017-08-26] （英语）.
- 3. Federal Aviation Administration; New York State Department of Transportation. 1997年  [2017-08-26] （英语）.
- (PDF). 區域規劃協會. 1999年1月  [2014-05-19]. （原始内容 (PDF)存档于2010-08-02） （英语）.
- (PDF). University College London Bartlett School of Planning（英语：The Bartlett）. 2011-09-06  [2016-07-23]. （原始内容存档 (PDF)于2016-08-17） （英语）.
- Stern, Robert A. M.; Fishman, David; Tilove, Jacob. . New York: Monacelli Press. 2006年. ISBN 978-1-58093-177-9. OCLC 70267065. OL 22741487M （英语）.
- (PDF). 美國鐵路工程師協會（英语：American Railway Engineering and Maintenance-of-Way Association）. 1999年  [2017-02-17]. （原始内容存档 (PDF)于2018-07-18） （英语）.

## 外部連結
- 维基共享资源上的相關多媒體資源：甘迺迪國際機場捷運（分類）
- 官方网站